# رادیوی سیاره‌ای
رادیوی ستاره‌ای یک برنامه رادیویی هفتگی ۳۰ دقیقهای درباره اکتشاف فضایی و ستاره‌شناسی است. انجمن سیاره‌ای تهیه‌کننده و مت کپلان مجری آن است. بیشتر وقت برنامه به گفتگوی رو در رو یا تلفنی با دانشمند، مهندس، مدیر پروژه، هنرمند، نویسنده، فضانورد، و بسیاری دیگر از کارشناسان دیگر است که می‌توانند بینش بیشتر یا نگاه ژرف‌تری درباره وضعیت کنونی اکتشاف فضایی فراهم کنند.

## تاریخچه
پخش برنامه رادیوی ستاره‌ای در ۲۵ نوامبر ۲۰۰۲ با گفتگوی رو در رو با مدیر اجرای انجمن سیاره‌ای، لوئیس فریدمن آغاز شد. این برنامه در ویندوز مدیا و رادیوی محلی کی‌یوسی‌آی پخش شد.
ویرایش MP3 قابل بارگیری آن از ژوئیه ۲۰۰۴ و پادکست آن از مه ۲۰۰۵ در دسترس شد.

## پیکره
رادیوی ستاره‌ای با جمع‌بندی برنامه‌های آن هفته آغاز می‌شود. به دنبال این پیش‌درآمد، میهمان‌های همیشگی برنامه هفتگی شامل صحبت‌های "کشیش سیاره‌ای" و وبلاگ‌نویس علوم فضایی امیلی لاکداوالا، مدیر عامل اجرایی بیل نای، و مدیر علم و فناوری انجمن سیاره‌ای بروس بتس می‌شود. این میهمان‌های همیشگی، اطلاعات و چشم‌اندازی درباره پیشرفت‌های علوم و اکتشاف‌های فضایی ارائه می‌دهند. همچنین همواره، گفتگوی رو در رو یا تلفنی با دانشمند، مهندس، مدیر پروژه، هنرمند، نویسنده، فضانورد، و بسیاری دیگر از کارشناسان هستند که می‌توانند بینش بیشتر یا نگاه ژرف‌تری درباره وضعیت کنونی اکتشاف فضایی فراهم کنند. در پایان برنامه، بروس بتس، بخش شادی به نام "چه خبرا؟" را اجرا می‌کند که در آن، زمان و مکان رویدادهای ستاره‌ای برجسته قابل دید در هفته آینده، یک حقیقت ستاره‌شناسی، اعلام یک سالگرد، و یک پیکار ساده فضایی معرفی می‌شوند. در این پیکار به چند شرکت‌کننده به صورت تصادفی، تی‌شرت، پوستر، یا تقویم داده می‌شود.
این سری برنامه‌ها چند بار در سال به صورت «پخش زنده رادیوی سیاره‌ای» پخش می‌شوند. این برنامه‌ها همواره پیش از پخش زنده در پاسادینا، کالیفرنیا ساخته می‌شوند. هر زمان که ممکن باشد «پخش زنده رادیوی ستاره‌ای» درباره رویدادهای فضایی و علمی بزرگ، برنامه پخش می‌کند.

## شمار پخش‌کنندگان
در ژوئن ۲۰۰۹ بیش از ۱۵۰ ایستگاه رادیویی در ایالات متحده آمریکا و جهان، رادیوی سیاره‌ای را به همراه رادیوی ماهواره‌ای سیریوس اکس‌ام پخش می‌کردند.

## مهمانان نامی
بسیاری از ستاره‌های جهان ستاره‌شناسی و اکتشاف فضایی، مهمان رادیوی ستاره‌ای بوده‌اند. نمونه آنها آرتور سی. کلارک، ایلان ماسک، باز آلدرین، و سالی راید هستند.

## قسمت‌ها
تا اکتبر ۲۰۰۸ بیش از ۳۰۰ قسمت از رادیوی ستاره‌ای ساخته و پخش شده‌اند. بایگانی برنامه‌های پیشین در دسترس است. برنامه‌های تازه نیز همواره در روزهای دوشنبه در دسترس قرار می‌گیرند.